# Свети Никола (остров)
Вижте пояснителната страница за други значения на Свети Никола.
Островът „Свети Никола“ (на сръбски: Острво Свети Никола или Ostrvo Sveti Nikola) е разположен в залива на Будин на 1 км от стария град в Адриатическо море.
Дълъг е 2 км и е с площ 44,5 хектара. Най-високата му точка е на 121 метра надморска височина. Има 3 по-големи плажа с обща дължина 840 м. Достъпен е с лодка.